# Pseudonortonia aterrima
Pseudonortonia aterrima är en stekelart som beskrevs av Giordani Soika 1990. Pseudonortonia aterrima ingår i släktet Pseudonortonia och familjen Eumenidae. Inga underarter finns listade i Catalogue of Life.